# 大眼窄額魨
大眼窄額魨為輻鰭魚綱魨形目四齒魨亞目四齒魨科的其中一種，為亞熱帶海水魚，分布於西太平洋澳洲東部海域，棲息深度可達53公尺，體長可達20公分，棲息在淺水域，成小群活動，生活習性不明。

## 扩展阅读
維基物種上的相關：大眼窄額魨